# Kurt Baberg
Kurt Baberg (23 de Fevereiro de 1917 - 31 de Março de 2003) foi um comandante de U-Boot que serviu na Kriegsmarine durante a Segunda Guerra Mundial.